# Desni Degoj
Desni Degoj falu Horvátországban, Sziszek-Monoszló megyében. Közigazgatásilag Glinához tartozik.

## Fekvése
Sziszek városától légvonalban 31, közúton 44 km-re nyugatra, községközpontjától légvonalban 16, közúton 23 km-re északnyugatra, a Kulpa jobb partján fekszik. A „desni” (jobb oldali) jelző a Kulpa túloldalán fekvő Lijevi Degojtól (bal oldali Degoj) különbözteti meg, egyúttal jelzi, hogy a falu a folyó jobb partján található.

## Története
A környék számos településéhez hasonlóan a 17. század vége felé népesült be. A katonai határőrvidék része lett. Már 1672-ben említenek Degoj mellett egy várat „Spanougrad, S. Quirinus i Bowich” néven, ezt azonban a szakemberek a Bović mellett 6 km-re található Kirin várával azonosították. A 18. század közepén megalakult a Glina központú első báni ezred, melynek fennhatósága alá ez a vidék is tartozott. 1881-ben megszűnt a katonai közigazgatás. 1857-ben 221, 1910-ben 391 lakosa volt. 1918-ban az új szerb-horvát-szlovén állam, majd később Jugoszlávia része lett. A második világháború idején a Független Horvát Állam része volt. 1991. június 25-én a frissen kikiáltott független Horvátország része lett. A szerb erők 1991 decemberében elfoglalták és lerombolták, horvát lakosságát elűzték. Csak 1995. augusztus 8-án a Vihar hadművelettel szabadította fel a horvát hadsereg. 2011-ben 86 lakosa volt, akik földműveléssel, állattartással foglalkoztak.

## Népesség
| Lakosság változása | Lakosság változása | Lakosság változása | Lakosság változása | Lakosság változása | Lakosság változása | Lakosság változása | Lakosság változása | Lakosság változása | Lakosság változása | Lakosság változása | Lakosság változása | Lakosság változása | Lakosság változása | Lakosság változása | Lakosság változása |
| ------------------ | ------------------ | ------------------ | ------------------ | ------------------ | ------------------ | ------------------ | ------------------ | ------------------ | ------------------ | ------------------ | ------------------ | ------------------ | ------------------ | ------------------ | ------------------ |
| 1857               | 1869               | 1880               | 1890               | 1900               | 1910               | 1921               | 1931               | 1948               | 1953               | 1961               | 1971               | 1981               | 1991               | 2001               | 2011               |
| 221                | 307                | 272                | 321                | 338                | 391                | 328                | 410                | 385                | 382                | 371                | 285                | 263                | 224                | 132                | 86                 |

## Nevezetességei
Szent Vid tiszteletére szentelt kápolnája a bejáratán látható felirat szerint 1720-ban épült, de építészeti elemei alapján inkább 18. század véginek tartják. 1827-ben megújították. A II. világháború idején kifosztották, majd bezárták. 1991 decemberében a falut elfoglaló szerbek súlyosan megrongálták. A háború után újjáépítették.